# Masiv Sete Cidades
Masiv Sete Cidades je stratovulkanski kompleks, ki se nanaša na poligenetski vulkan in kaldero na zahodnem delu otoka São Miguel, v portugalskem arhipelagu na Azori. Večja prepoznavnost Lagoa das Sete Cidades v središču je vulkanski kompleks, ki vključuje stoletja geomorfoloških struktur kot so kupole lave, stožce, tokove lave in geomorfologijo maar, ki so zaznamovali njegovo zgodovino.

## Zgodovina
Skoraj krožna kaldera je ugnezdena struktura, ki je nastala kot rezultat treh ločenih epizod kolapsa kaldere , vsak povezan z eksplozivnimi izbruhi . Te epizode kolapsa kaldere so se zgodile po eksplozivnih izbruhih, ki so tvorili piroklastična polja Risco, Bretanha in Santa Barbara .
Prva faza se je zgodila pred 35.700 leti in prenehala s propadom glavnega vulkana. Sekundarna faza se je začela pred približno 28.750 leti in je bila odgovorna za propad severozahodnega dela primitivne kaldere.  Pred približno 15.740 leti se je pojavila zadnja faza, ki jo je zaznamoval zlom severnega in severovzhodnega dela kraterja. V vsaki od teh formacijskih faz so lapilijeve padavine (ki so nastale zaradi plinskih izbruhov) in piroklastičnih pretočnih usedlin iz taljenja pretvorile v ignimbrite.
Masiv Sete Cidades je v zadnjih 5000 letih doživel 17 znotraj kaldernih izbruhov, zaradi česar je najbolj aktiven v arhipelagu. To aktivnost so v bistvu zaznamovali trahitne podplinske in plinske erupcije, nekatere pa so imeli hidromagmatske značilnosti. Te formacije segajo do 35.700 pr. n. št., 28.750 pr. n. št. in 15.740 pr. n. št.. Med temi dogodki so se pojavili številni manjši eksplozivni izbruhi. V zadnjih 5000 letih se je v vulkanu Sete Cidades zgodilo 17 eksplozivnih izbruhov, ki so povzročili radioaktivne padavine in hidromagmatske izbruhe. Lokacija teh izbruhov se razlikuje, vendar so na splošno razpršeni proti jugu. Vendar pa obstajajo geološki dokazi za piroklastične goste tokove, povezane s tremi ali štirimi eksplozivnimi dogodki, vendar so visoke koncentracije piroklastičnih tokov redke. Verjetno je:
- vsi piroklastični tokovi so bili omejeni na kanale in le deponirani v depresijah;
- te usedline so hitro izginile.

Zadnji izbruh znotraj kaldere se je pojavil okoli leta 500, kar je povzročilo nastanek stožca Caldeira Seca. Na dnu kaldere obstaja šest piroklastičnih stožcev iz obdobja holocena. Poleg tega je bila na severozahodnih delih masiva odkrita velika skupina pleistocenskih post-kalderskih trahitnih lava kupol, tokov lave in piroklastičnih usedlin.
Vzdolž zgodovinskih izbruhov so bili na splošno kakovostno bazaltni, z izrazitimi lastnostmi, ki so bile manj eksplozivne, vendar na splošno havajske ali strombolske narave, ki so se pojavljale ob bokih kraterja in pogojene z regionalnimi in radialnimi prelomi. Za razliko od Furnasa Sete Cidades nima aktivnih fumarol, večina sekundarnih pojavov pa se pojavlja v podmorskih odprtinah ob obali Ponta da Ferraria in obali Mosteirosa, kot tudi območja naravnega razplinjevanja.
Najnovejši zgodovinski izbruh sega v 15. stoletje; Sete Cidades ni zgodovinsko izbruhnil, čeprav je bil izbruh neposredno pred prvo kolonizacijo otoka, povezan z riftno cono, ki je takoj jugovzhodno od masiva Sete Cidades. Drugi izbruhi so se zgodili znotraj kaldere in podmorskih odprtin vzdolž zahodne obale otoka. Blizu obale so se zgodili štirje strombolski izbruhi in trije surtsejski izbruhi v zgodovini naselitve.

## Geografija
Masiv Sete Cidades zaseda severozahodni del otoka in ustreza krožni osrednji kalderi obsega 6 krat 5 kilometrov, katere notranjost zavzemajo različna jezera in vulkanski stožci plovca, lava kupol in maari . Globina kaldere se giblje od 200 metrov na zahodu do 500 metrov na vzhodu, čeprav se ta spreminja na približno 300 metrih. Regionalne tektonike vplivajo na geomorfološke oblike v tej regiji, prav tako pa tudi riftno območje, ki ga zaznamujejo bogati žlindrini stožci, ki se raztezajo na jugovzhodu od kaldere. Ta riftna cona je neznačilno 200 metrov višja od roba kraterja, da bi lahko zaščitila Ponta Delgado od vseh, razen pirokolastičnih tokov, povezanih z morebitnim prihodnjim izbruhom.  Severozahodni bok je označen s tektonskim jarkom Mosteiros, tektonsko strukturo, ki je usmerjena v severozahodni in jugovzhodni orientaciji po prelomni coni Terceira Rift.  Ti prelomi in regionalne razpoke so se umaknili pred radialnimi prelomi, ki so povzročili žlindraste stožce in lavne kupole. 
Vulkan Sete Cidades odlikujeta dva stratigrafska sloja:
- Podrejena skupina vključuje najstarejše usedline, povezane s subaeričnimi izbruhi, ki so se pojavili več kot 200.000 let pred sedanjostjo. To obdobje delovanja je bilo v bistvu izčrpno, kar je povzročalo pretok bazaltne lave trahita.
- Vrhnja plast vključuje eruptivne produkte izbruhov, ki so se pojavili 36.000 let pred sedanjostjo, kar ima za posledico prvo tvorbo primarnega monogenega stožca. Ta skupina je zaznamovana s šestimi formacijskimi fazami, ki so posledica eksplozivnih ostankov materialov trahitov, vključno s piroklastičnimi bombami in tokovi, ki so posledica hidromagmatskih sil.